# Pic d’Anie
Der Pic d’Anie (baskisch Auñamendi, veraltet auch Ahuñemendi, von ahuña/ahüñe = „Zicklein“) ist ein 2507 m, nach anderen Angaben nur 2504 m hoher Berg in den französischen Pyrenäen. Er ist der westlichste Pyrenäengipfel, der die 2.500 m-Grenze überragt.

## Lage
Der Pic d’Anie liegt im Süden Frankreichs im Département Pyrénées-Atlantiques in der Region Nouvelle-Aquitaine. Er erhebt sich nur wenige Kilometer von der spanischen Grenze entfernt im Nationalpark Pyrenäen aus dem Karstplateau Karst de Larra, das eines der größten Karrenfelder Europas umfasst. Der Pic d’Anie kann sowohl von der französischen Seite vom Ort Lescun als auch von Col de la Pierre Saint Martin an der Grenze erreicht werden. Als Stützpunkt dient dabei häufig die einzige Schutzhütte der Umgebung, das Refuge Labérouat (1442 m) östlich Berges. Der Normalweg führt unschwierig über die Südwestseite zum Gipfel. Im Winter ist dieser Anstieg auch eine beliebte Skitour.

## Kulturelle Bedeutung
Der Berg spielt auch eine Rolle in der Baskischen Mythologie. Hier soll nach einer Sage die Fee Maitagarri einen Kristallpalast am Gipfel erbaut haben, in den sie den Hirten Luzaide, in den sie verliebt war, brachte. Einer anderen Legende zufolge lebt am Gipfel Jauna Gorri, der „Rote Herr“, in seinem Garten und schickt von dort Nordoststürme ins Tal, die nach dem Auñamendi „auñ“ genannt werden.